# كرايغ براون (راكب الكنو)
كرايغ براون (بالإنجليزية: Craig Brown)‏ هو راكب الكنو بريطاني، ولد في 12 مايو 1971.

## وصلات خارجية
- كرايغ براون على موقع أوليمبيديا (الإنجليزية)
- كرايغ براون على موقع اللجنة الأولمبية البريطانية (الإنجليزية)